# Мосорний Потік
Мосорний Потік (пол. Mosorny Potok) — річка в Польщі, у Суському повіті Малопольського воєводства. Права притока Скавиці, (басейн Балтійського моря).

## Опис
Довжина річки приблизно 4,30 км, найкоротша відстань між витоком і гирлом — 3,59  км, коефіцієнт звивистості річки — 1,20 .

## Розташування
Бере початок на північно-західних схилах гори Полиця (1369 м) у селі Завоя (гміна Завоя). Тече переважно на північний захід через присілки Концину, Мосорне, Заренби і у Підгуже впадає у річку Скавицю, ліву притоку Скави.

## Цікавий факт
- Виток річки розташований біля Масорного Грона[1] (1047 м).